# Text expositiu
Els texts expositius serveixen fonamentalment per donar informació de manera objectiva i ordenada sobre fets, idees, teories, etc., a un lector o a un oient interessat en un tema determinat.

## L'estructura del text expositiu
En la comprensió d'un text expositiu intervenen l'organització de la informació i la forma d'exposar-la, i, lògicament, els coneixements previs sobre el tema exposat per part del destinatari.
L'estructura habitual d'un text expositiu (explicatiu o informatiu) comprèn tres parts: introducció, desenvolupament i conclusió.
- Presentació o introducció: es presenta el tema, la seva importància, els objectius, fonts documentals, etc. La introducció sol constituir el primer paràgraf del text.

- Desenvolupament: es va exposant la informació del tema de manera clara i ordenada. És la part central del text. L'estructura ordenada i les relacions lògiques dels continguts són fonamentals en aquests tipus d'escrits. Hi pot haver exemples, comparacions, anècdotes...

- Conclusió: resum de les idees principals que s'han exposat o l'opinió personal. Hi apareixen fórmules típiques de sintetització.

Altres recursos estructurals que poden tenir els textos expositius són: el títol (referència breu sobre el tema), citacions de fonts de documentació, altres suports informatius (il·lustracions, esquemes, gràfics...)

## Tipus de text expositiu
Les formes d'exposició són omnipresents en els àmbits de la ciència, la tècnica i l'ensenyament.
Es poden establir sis tipus diferents de missatges expositius:
- Text cientificotècnic especialitzat, propi dels especialistes d'una matèria

- Text semidivulgatiu, adreçat a un públic universitari o amb uns certs coneixements del tema

- Text divulgatiu, dirigit a un ampli sector de la societat

- Text científic pedagògic, propi de l'educació, llibres de text, etc.

- Text d'investigació, del tipus tesi doctoral o similar

- Text objectiu oficial, informes d'equips investigadors

Encara que habitualment són textos escrits, també poden presentar la modalitat oral.

## Caracterització dels texts expositius
La llengua del text explicatiu ha de tendir cap a la màxima claredat. Per això, la sintaxi ha de ser senzilla i el lèxic clar i precís (en la modalitat divulgativa, tanmateix, no s'abusarà de la terminologia que serà emprada en la modalitat especialitzada).

## Recursos lingüístics
Tot i que no es poden establir uns trets determinants, sí que hi ha unes certes regularitats:
- Fa un ús del llenguatge científic o estàndard.

- L'objectivitat en l'explicació: oracions en tercera persona;

- Hi abunden oracions subordinades de relatiu i aposicions, ja que permeten afegir informació secundària;

- El temps verbal característic és el present d'indicatiu, per la seva atemporalitat;

- La selecció de substantius i verbs té en compte els criteris de claredat i precisió, per evitar ambigüitats;

- Hi ha nombroses nominalitzacions, tant d'accions com de processos o estats, ja que permeten la síntesi i l'abstracció de la informació.

- Els adjectius són neutres, aporten matisos específics i precisos

- La cohesió lèxica queda garantida per la repetició de paraules, la utilització d'hiperònims i hipònims i mots de la mateixa família.

- Els connectors tenen un paper important, sobretot els que estableixen relacions lògiques i els que concreten o matisen.

## Temàtica
Pel que fa a la progressió temàtica, els models més utilitzats són el tema derivat (es parteix d'un tema que es va dividint en subtemes) i la progressió lineal (el comentari d'un tema porta a un nou tema i així successivament).
Externament els textos expositius s'organitzen en paràgrafs, en funció de la progressió temàtica.